# اودو کی‌یر
اودو کی‌یر (آلمانی: Udo Kier؛ زاده ۱۴ اکتبر ۱۹۴۴) هنرپیشه اهل آلمان است.
از فیلم‌هایی که وی در آن نقش داشته‌است، می‌توان به رقصنده در تاریکی، ملانکولیا، آرماگدون، داگویل، پایان دوران، خون رینی، آیداهوی اختصاصی خودم، جانی منومیک، مودیلیانی، تیغه، فضای مرکزی، قلمرو، حتی دختران گاوچران هم نغمه‌های بلوز را می‌فهمند، مرده سقوط کن، برای عشق یا پول، بدهکاران و متروپیا اشاره کرد.